# Arctosa aliusmodi
Arctosa aliusmodi är en spindelart som först beskrevs av Karsch 1880.  Arctosa aliusmodi ingår i släktet Arctosa och familjen vargspindlar. Inga underarter finns listade i Catalogue of Life.